# Deutsche Ringermeisterschaften 1903
Die 6. Deutschen Ringermeisterschaften wurden 1903 im griechisch-römischen Stil ausgetragen. Es gab nur einen Wettbewerb, da es keine Gewichtsklassen gab.

## Ergebnisse
| Platz | Sportler       | Stadt/Verein |
| ----- | -------------- | ------------ |
| 1     | Josef Otto     | Darmstadt    |
| 2     | Karl Hoch      | Stuttgart    |
| 3     | Hans Schneider | Nürnberg     |